# (427) Galene
(427) Galene – planetoida z pasa głównego asteroid okrążająca Słońce w ciągu 5 lat i 48 dni w średniej odległości 2,97 j.a. Została odkryta 27 sierpnia 1897 roku w Observatoire de Nice w Nicei przez Auguste Charloisa. Nazwa planetoidy pochodzi od imienia Galene jednej z Nereid w mitologii greckiej. Przed jej nadaniem planetoida nosiła oznaczenie tymczasowe (427) 1897 DJ.